# Černomořská obilná iniciativa

Mapa oblasti zahrnuté v Černomořské obilné iniciativě

Černomořská obilná iniciativa (celým názvem Iniciativa pro bezpečnou přepravu obilí a potravinářských výrobků z ukrajinských přístavů, populárně označována jako Obilná dohoda) byla dohoda mezi Ruskem, Tureckem, Ukrajinou a Organizací spojených národů o otevření bezpečného námořního humanitárního koridoru v Černém moři, která měla zajišťovat stabilní a bezpečný vývoz obilovin, dalších potravinových komodit a hnojiv z Ukrajiny především do rozvojových zemí, jako Etiopie, Jemen, Afghánistán, Súdán, Somálsko, Keňa a Džibutsko. Dohoda byla reakcí na válku mezi Ruskem a Ukrajinou, která vypukla v roce 2022 a vedla k výraznému narušení vývozu obilovin s ohledem na válečnou blokádu Černého moře ze strany Ruské federace. To posílilo celosvětovou potravinou nejistotu, růst cen základních potravin a zvýšilo riziko hladomoru v rozvojových oblastech. Narušeno bylo také fungování Světového potravinového fondu, který je největší humanitární organizací na světě.
Iniciativa byla zahájena 22. července 2022 a dohoda byla podepsána 27. července v Istanbulu, přičemž zahrnovala bezpečné koridory ze třech přístavních měst - Čornomorsk, Oděsa a Južne. Pro potřeby implementace bylo pod záštitou OSN zřízeno Společné koordinační centrum, jehož úkolem je obilnou dohodu realizovat. Toto centrum taktéž sídlí v Istanbulu. Černomořská obilná iniciativa je společně s trasami solidarity pro zemědělské výrobky Evropské unie jedním ze dvou opatření, které pomáhají regulovat invazí zvýšené ceny základních potravin na světových trzích.
Dne 17. července 2023 od dohody Rusko odstoupilo, čímž dohoda pozbyla platnosti.